# 池田貞秀
池田 貞秀（いけだ さだひで）は、戦国時代から江戸時代初期にかけての武将。島津氏の家臣。

## 生涯
若年より島津義弘に従い、その真幸院入りにも付き従う。日向国伊東氏攻めで軍功を為し、肥後国堅志田（現・熊本県下益城郡美里町）攻めでも首級を上げるなど活躍した。豊後攻めにも義弘の供をし、天正年間には、軍議に参加する人数54人のうちの一人に数えられた。
島津氏が豊臣秀吉に降伏した後は、小田原征伐へ出陣する義弘の子・久保に従い、文禄の役にも義弘・久保父子の供をしたが一時帰国している。その後、伊勢貞昌らと共に再び渡鮮し島津勢本陣へ向かったが、その折の事、貞秀以外は到着まで数日掛かるとして火縄銃の火を消したのであるが、その途上の山中より突然、鹿2頭が飛び出すという事が起こる。皆がこの鹿を狩ろうとする中、貞秀一人はこれを不審に思い、皆の火縄へ急ぎ自らの火種より火を着けさせた。すると貞秀の予想通り山中より敵が飛び出してきたのであるが、既に皆の火縄の用意がなされていたため、難なくこれを討ち払うことが叶った。文禄2年（1593年）、久保が病死すると、その亡骸と共に一時帰国する。
慶長4年（1599年）の庄内の乱では島津豊久へ献策し、伊集院方の山田城を落とすのに貢献、また槍働きでも功を為した。また、慶長5年（1600年）に出水（現・鹿児島県出水市）へ移り、足軽大将（軍奉行とも）を務め100石の加増を受けた。
元和5年（1619年）、義弘が死去すると殉死を遂げた。享年62。殉死禁止令下での行為であったため家禄は没収されたが、寛永9年（1632年）7月に全て親族へ返還されている。